# Dreamtime (projekt muzyczny)
Dreamtime – fiński jednoosobowy projekt muzyczny, tworzący muzykę spacesynth, powstały w roku 2003. Jego założycielem był Lauri Turjansalo.

## Historia
Lauri Turjansalo swoje pierwsze kroki w muzyce elektronicznej stawiał pod koniec lat 90. XX wieku, używając popularnego wówczas oprogramowania Fast Tracker. Związał się także z fińską demosceną, używając pseudonimu Cirdan. W 2003 roku stworzył jednoosobowy projekt muzyczny Dreamtime, którego utwory publikował na własnej stronie internetowej oraz na składankach z muzyką spacesynth, wydawanych przez Hypersound Productions, Space Sound Records oraz ZYX Music. Styl Dreamtime nieco odbiega od sztywnego, kanonicznego stylu muzyki spacesynth i stanowi ciekawy mariaż klasycznej stylistyki z muzycznym charakterem demosceny.
Dreamtime opublikował trzy albumy Farout, Innerstellar Jam oraz Particles. Tylko pierwszy z nich został opublikowany poprzez wytwórnię płytową Space Sound Records. Pozostałe Lauri Turjansalo wydał samodzielnie, za pośrednictwem internetowej platformy Bandcamp.

## Dyskografia

### Albumy
- 2009: Farout
- 2012: Innerstellar Jam
- 2015: Particles